# Кубок Макао з футболу 2019
Кубок Макао з футболу 2019 — 14-й розіграш кубкового футбольного турніру у Макао. Титул володаря кубка вперше здобув Чін Фун.

## Календар
| Раунд               | Дата                       | Матчі | Клуби  |
| ------------------- | -------------------------- | ----- | ------ |
| Перший раунд        | 31 травня - 16 червня 2019 | 2     | 10 → 8 |
| 1/4 фіналу          | 16-29 червня 2019          | 4     | 8 → 4  |
| 1/2 фіналу          | 17-19 липня 2019           | 2     | 4 → 2  |
| Матч за третє місце | 27 липня 2019              | 1     |        |
| Фінал               | 28 липня 2019              | 1     | 2 → 1  |

## Перший раунд
| Команда 1      | Рахунок | Команда 2       |
| -------------- | ------- | --------------- |
| 31 травня 2019 |         |                 |
| Тім Єк         | 2:1     | МФА Девелопмент |
| 16 червня 2019 |         |                 |
| Ка І*          | 21:18   | Хан Сай         |

Після проведення матчу з дивним результатом клуб Ка І було дискваліфіковано з турніру.

## 1/4 фіналу
| Команда 1                    | Рахунок | Команда 2        |
| ---------------------------- | ------- | ---------------- |
| 16 червня 2019               |         |                  |
| Полісіа ді Сегуранса Публіка | 0:2     | Монте-Карло      |
| 29 червня 2019               |         |                  |
| Бенфіка                      | 6:1     | Спортінг (Макао) |
| Чін Фун                      | 1:0     | Тім Єк           |
| Ка І                         | -:+     | Чао Пак Кей      |

## 1/2 фіналу
| Команда 1     | Рахунок      | Команда 2   |
| ------------- | ------------ | ----------- |
| 17 липня 2019 |              |             |
| Бенфіка       | 1:3          | Чао Пак Кей |
| 19 липня 2019 |              |             |
| Чін Фун       | 1:1 пен. 7:6 | Монте-Карло |

## Матч за третє місце
| Команда 1     | Рахунок | Команда 2   |
| ------------- | ------- | ----------- |
| 27 липня 2019 |         |             |
| Бенфіка       | 3:2     | Монте-Карло |

## Фінал
| Команда 1     | Рахунок      | Команда 2 |
| ------------- | ------------ | --------- |
| 28 липня 2019 |              |           |
| Чао Пак Кей   | 2:2 пен. 1:3 | Чін Фун   |